# Грідіно (Фроловське сільське поселення)
Грі́діно (рос. Гридино) — присілок у складі Грязовецького району Вологодської області, Росія. Входить до складу Перцевського сільського поселення.

## Населення
Населення — 36 осіб (2010; 49 у 2002).
Національний склад (станом на 2002 рік):
- росіяни — 98 %